# アーバスノット子爵
アーバスノット子爵（Viscount of Arbuthnott）は、スコットランド貴族の子爵位の一つ。1641年にロバート・アーバスノットが叙位されたのに始まる。

## 歴史
1641年11月16日にロバート・アーバスノットがスコットランド貴族爵位アーバスノット子爵(Viscount of Arbuthnott)とインヴァーバーヴィー卿(Lord Inverbervie)に叙せられたのにはじまる。アーバスノット子爵はアーバスノット氏族の氏族長を世襲する家系である。アーバスノット家は1188年にスコットランド王ウィリアム1世がヒュー・ド・スウィントンにアーバスノットの土地を与えられて以来、800年以上男系でその土地を相続し、氏族を世襲してきた古い家柄である。
初代子爵の男系男子によって現在まで世襲されている。2019年現在の当主は第17代アーバスノット子爵キース・アーバスノット。
本邸はキンカーディンシャー・インヴァーバーヴィーに近いアーバスノットにあるアーバスノット・ハウス(Arbuthnott House)である。

## 現当主の保有爵位
現当主キース・アーバスノットは以下の爵位を保有している。
- 第17代アーバスノット子爵 (17th Viscount of Arbuthnott)
(1641年11月16日の勅許状によるスコットランド貴族爵位)
- 第17代インヴァーバーヴィー卿 (17th Lord Inverbervie)
(1641年11月16日の勅許状によるスコットランド貴族爵位)

## アーバスノット子爵（1641年）
- 初代アーバスノット子爵ロバート・アーバスノット (-1655)
- 2代アーバスノット子爵ロバート・アーバスノット (-1682)
- 3代アーバスノット子爵ロバート・アーバスノット (1663–1694)
- 4代アーバスノット子爵ロバート・アーバスノット (1686–1710)
- 5代アーバスノット子爵ジョン・アーバスノット (1692–1756)
- 6代アーバスノット子爵ジョン・アーバスノット (1703–1791) 「裕福な貴族」(the Rich Lord)の異名をとる[5]。2代子爵の弟フォードンのジョン・アーバスノットの息子. 7代子爵の父[6]
- 7代アーバスノット子爵ジョン・アーバスノット (1754–1800) 安い賃貸料での長期の不動産貸し出しを含む亡き父の行動の合法性に異議を唱えた[7]
- 8代アーバスノット子爵ジョン・アーバスノット（英語版） (1778–1860)
- 9代アーバスノット子爵ジョン・アーバスノット（英語版） (1806–1891)
- 10代アーバスノット子爵ジョン・アーバスノット（英語版） (1843–1895)
- 11代アーバスノット子爵デイヴィッド・アーバスノット (1845–1914)
- 12代アーバスノット子爵ウィリアム・アーバスノット (1849–1917)
- 13代アーバスノット子爵ウォルター・チャールズ・ ワーナー・アーバスノット (1847–1920)
- 14代アーバスノット子爵ジョン・オギルヴィー・アーバスノット（英語版） (1882–1960)
- 15代アーバスノット子爵ロバート・キース・アーバスノット（英語版） (1897–1966)
- 16代アーバスノット子爵ジョン・キャンベル・アーバスノット（英語版） (1924–2012)
- 17代アーバスノット子爵ジョン・キース・オクスリー・アーバスノット（英語版） (1950-)
  - 法定推定相続人は、現当主の息子マスター・オブ・アーバスノット、クリストファー・キース・アーバスノット閣下 (1977-)[3]
    - その法定推定相続人はその息子アレグザンダー・ニコラス・キース・アーバスノット(2007-)